# Флеш-хроматографія

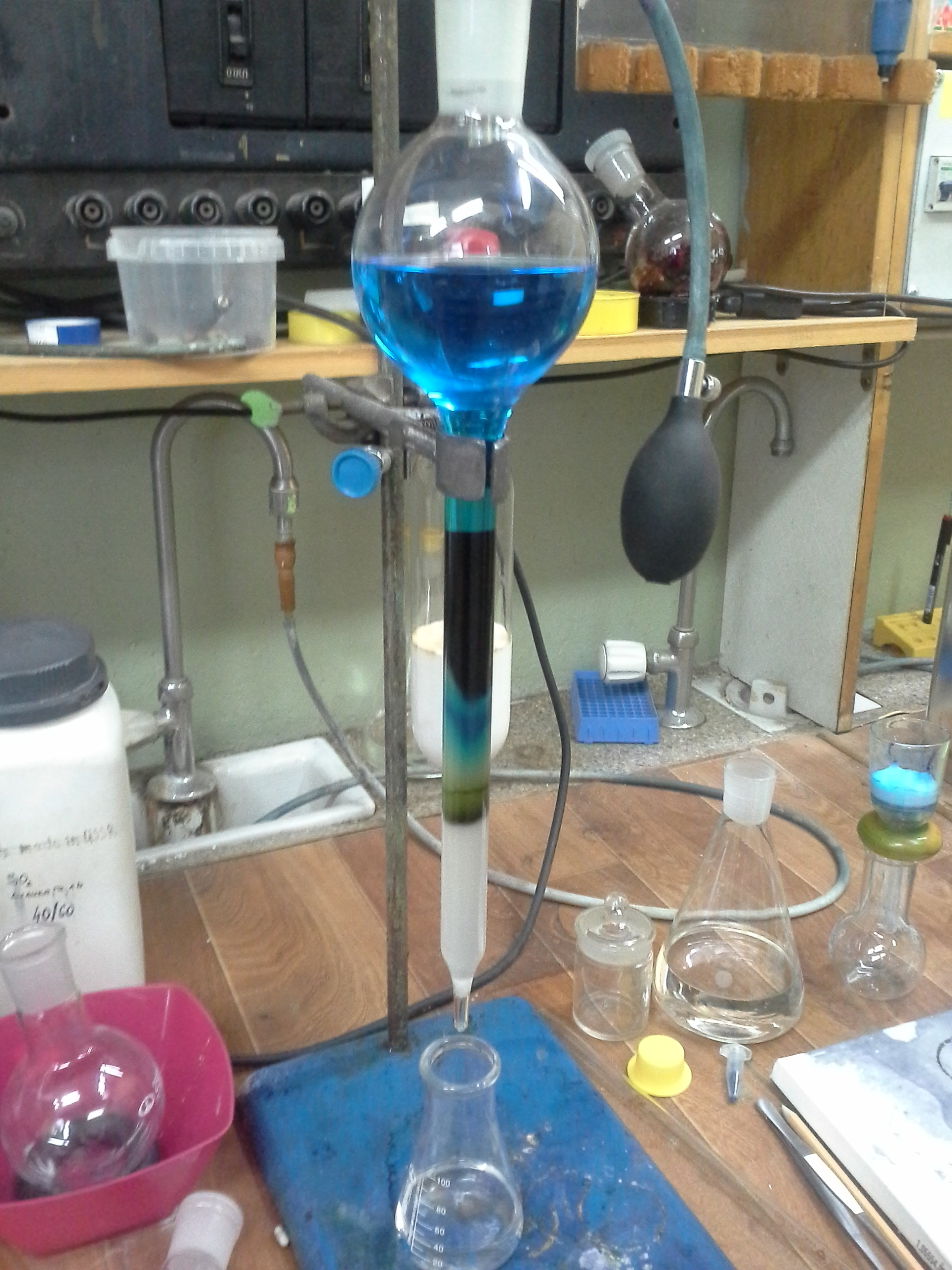
Хроматографічна колонка

Флеш-хроматографія (англ. flash chromatography, рос. флэш-хроматография) — вид рідиннофазної хроматографії, що полягає в швидкому препаративному розділенні речовин (звичайно органічних) шляхом пропускання суміші через хроматографічну колонку (найчастіше заповнену силікагелем) під низьким тиском. Метод використовується для швидкого отримання індивідуальних речовин і дозволяє отримати міліграмові кількості цільових речовин із сумішей. 